# Manx (volk)
De Manx zijn een Keltisch volk afkomstig van het eiland Man in de Ierse Zee.
Het aantal Manx is onduidelijk, maar van de 80.000 inwoners op het eiland, is er 47,6% ook daar geboren. Het aantal zou geschat kunnen worden op 50.000 tot 60.000 mensen. Zij wonen op het eiland zelf, maar ook in Engeland en in de Verenigde Staten (Cleveland).
Het symbool van de Manx is de Triskelion.

## Taal
De Manx spreken voornamelijk Engels, vooral in het dialect Manx Engels. Hun oorspronkelijke taal is echter het Manx-Gaelisch. Dit is een Keltische taal en daarbinnen een Goidelische taal (verwant met het Iers-Gaelisch en Schots-Gaelisch. Hoewel de taal in de jaren 50 nog maar door enkele tientallen mensen werd gesproken, beleefde de taal in de jaren zeventig een opleving. Tegenwoordig heeft ongeveer 2,2% van de eilandbevolking enige kennis van de taal. Er is zelfs een tweetalige (Manx en Engels) basisschool.